# Everlong
«Everlong» es una canción de la banda de rock estadounidense Foo Fighters. Fue lanzado en agosto de 1997 como el segundo sencillo de su segundo álbum de estudio, The Colour and the Shape (1997). La canción alcanzó el número tres en la lista Billboard Alternative Songs de Estados Unidos y en la lista canadiense RPM Rock/Alternative. Sigue siendo una canción característica de la banda. «Everlong» fue la última canción interpretada en vivo por el ex baterista Taylor Hawkins antes de su muerte en marzo de 2022. Como resultado de su muerte, las reproducciones de la canción aumentaron y se ubicaron en el Billboard Global 200 en el puesto 123, la primera aparición de la banda en la lista.

## Producción
A fines de 1996, Dave Grohl se hospedaba en los estudios Bear Creek en Woodinville, Washington, grabando lo que sería el segundo álbum de Foo Fighters. Mientras jugaba con su guitarra durante el tiempo de inactividad entre las tomas de la canción «Monkey Wrench» (que está afinada en D), se tropezó con un riff «rip off de Sonic Youth», que sintió que tenía la misma vibra que una de las canciones de la banda, «Schizophrenia». Le gustó y decidió convertirlo en una canción, la banda improvisando en lo que se convirtió en el verso; al final de esas sesiones, la canción no había progresado más allá de este borrador rudimentario.
Alrededor de la época de Navidad, Grohl regresó a su Virginia natal poco después y, mientras estaba pasando por un divorcio en curso, decidió quedarse en la casa de un amigo y usar un saco de dormir en el piso. Fue allí donde dijo que lo convirtió en una canción propiamente dicha en 45 minutos. La letra se inspiró en el romance en curso con Louise Post de la banda Veruca Salt: «Esa canción es sobre una chica de la que me enamoré y básicamente se trataba de estar tan conectado con alguien, que no solo te ámalos física y espiritualmente, pero cuando cantas con ellos armonizas perfectamente». No mucho después, durante una visita al estudio de un amigo en las cercanías de Washington, D. C., grabó una demostración de la canción tocando todos los instrumentos por su cuenta, que describe como la misma versión que aparece en The Colour and the Shape pero «súper cruda».
Grohl regresó a la costa oeste para continuar trabajando en el álbum y volvió a reunirse con el productor Gil Norton en Grandmaster Recorders en Hollywood para mostrarle la canción, que Norton aprobó. No mucho después, la mayoría de la banda se unió a ellos y procedieron a grabar la canción. La introducción de guitarra solista se grabó a través de un micrófono Astatic JT40, que produce grabaciones «aburridas» sin «claridad». Grohl quería que Post proporcionara la voz, pero como ella estaba en Chicago en ese momento, sus partes («doo doo doo» junto con el riff de guitarra principal y la armonización en el coro) se lograron a través de dos líneas telefónicas diferentes en el estudio: una conectada como su monitor, el otro para grabar; Grohl grabó sus armonías de coro a través del JT40, proporcionando voces con un nivel de fidelidad similar al de Post. Para el desglose, Grohl recitó tres textos hablados: uno vuelve a contar una historia infantil del ingeniero asistente Ryan Boesch de ser castigado por perturbar el sueño de su padre, y los otros eran Grohl leyendo pasajes aleatorios de un libro en el estudio; los tres estaban destinados a mezclarse en la mezcla final, pero las tomas del libro no se usaron.

## Recepción de la crítica
«Everlong» es ampliamente considerada como una de las mejores canciones de Foo Fighters. En 2020, Kerrang! clasificó la canción en el número uno en su lista de las 20 mejores canciones de Foo Fighters, y en 2021, American Songwriter clasificó la canción en el número dos en su lista de las 10 mejores canciones de Foo Fighters.

## Reconocimientos
| Año  | Publicación   | Reconocimiento                                                   | Clasificación | Ref.   |
| ---- | ------------- | ---------------------------------------------------------------- | ------------- | ------ |
| 1999 | Kerrang!      | Las 100 mejores pistas de rock de todos los tiempos              | 45            | [ 12 ] |
| 2009 | VH1           | Las 100 mejores canciones de hard rock                           | 28            | [ 13 ] |
| 2009 | Triple J      | Los 100 más populares de todos los tiempos                       | 9             | [ 14 ] |
| 2011 | NME           | Las 150 mejores pistas de los últimos 15 años                    | 48            | [ 15 ] |
| 2013 | Triple J      | Los 100 canciones más calientes de los últimos 20 años           | 6             | [ 16 ] |
| 2013 | Rolling Stone | Encuesta de lectores sobre las mejores canciones de Foo Fighters | 1             | [ 17 ] |
| 2014 | Triple M      | Modern Rock 500                                                  | 1             | [ 18 ] |
| 2019 | The Guardian  | Canciones emblemáticas de Dave Grohl                             | *             | [ 19 ] |
| 2021 | Rolling Stone | Las 500 mejores canciones de todos los tiempos                   | 409           | [ 20 ] |

* denota una lista sin un orden.

## Otras versiones
Existe una versión acústica que se volvió famosa desde una visita que tuvo el grupo al programa de Howard Stern, en el que Dave Grohl la tocó en solitario.
Durante el corte instrumental de la canción, se pueden escuchar tres pistas de audio indescifrables murmuradas por Grohl. Se desconocen las palabras exactas, pero se cree que la fuente de estas son una carta de amor, un manual técnico y una historia sobre el padre de un técnico del estudio. Grohl ha confirmado únicamente el uso del manual técnico.
David Letterman dijo que «Everlong» era su canción favorita. Foo Fighters tocó esta canción en el episodio del 21 de febrero de 2000 del Late Show with David Letterman, el primero de Letterman desde que se sometió a cirugía del corazón. Los presentó como "mi banda favorita, tocando mi canción favorita". Había quedado impresionado por la primera ejecución de esta canción en su show en 1997 (ocasión que coincidió con la salida del sencillo). Se tocó la canción otra vez el 21 de mayo de 2015, el último episodio del Late Show.
Los integrantes de la banda Linkin Park: Chester Bennington (cantante) y Joe Hahn (DJ), dijeron que Everlong les parece la mejor canción de todos los tiempos.
Everlong fue escrita por Dave Grohl luego del rompimiento de su primer matrimonio con la fotógrafa Jennifer Youngblood. Habiendo vuelto a Virginia por Navidad del año 1996 tomó el riff inicial, lo convirtió en una canción completa y escribió la letra luego de enamorarse de otra mujer. En sus propias palabras: «Esta canción es sobre una chica de la cuál me había enamorado y era básicamente sobre estar conectado con alguien de tal forma que no sólo la amas física y espiritualmente, sino que cuando cantan juntos armonizan perfectamente».
Otra versión acústica de esta canción concluyó tanto el disco como el DVD de Skin and Bones.
Una versión acústica (de estudio) se incluye en el álbum Greatest Hits del 2009, paralela a la versión original.
Una versión de música de ascensor del estribillo de Everlong aparece en las escenas de apertura y cierre del video de «Learn to Fly» y «Monkey Wrench».
Un músico británico de once años de Ipswich, Nandi Bushell, se unió a los Foo Fighters en el escenario para interpretar la canción durante su concierto en el Forum de Los Ángeles el 26 de agosto de 2021. Bushell se había convertido en una estrella en YouTube en parte debido a su desafío en línea. a Grohl y las respuestas de Grohl durante 2020, que atrajeron millones de visitas antes de que Grohl «concediera» a Bushell. Debido a la pandemia de COVID-19, Bushell no pudo conocer a Grohl antes, pero él le había prometido que se uniría a los Foo Fighters durante una presentación. La multitud coreó «¡Nandi! ¡Nandi!» mientras se acercaba a la audiencia emocionada y lanzaba los brazos al aire junto a Grohl. «Everlong» ganó una nueva popularidad como resultado de su actuación y apareció en varias listas de Billboard que no existían cuando se lanzó la canción por primera vez.

## Uso en los medios
«Everlong» ha aparecido en los videojuegos musicales Rock Band 2, Rock Band Unplugged, Guitar Hero World Tour (que se puede exportar a otros juegos) y Rocksmith 2014. También se incluye en Rock Band para iOS.
Se usó un arreglo de la canción para cuarteto de cuerdas en el episodio de Friends, «El de la boda de Chandler y Monica», durante el evento titular, y en el episodio de Daria «Lane Miserables», mientras Daria observa desde una ventana mientras Trent y Monique se alejan. También se utilizó en un episodio de 1998 de la telenovela estadounidense All My Children. La versión original de la canción se usó en la película de Martin Scorsese de 2013, El lobo de Wall Street. La canción también se usó brevemente en la película Little Nicky mientras Nicky asciende al edificio de apartamentos de su novia.
El comediante y presentador de programas de entrevistas nocturnos David Letterman calificó a «Everlong» como su canción favorita, y la citó como algo que lo ayudó a recuperarse de una cirugía cardíaca en 2000. Los Foo Fighters fueron invitados a servir como acto musical el 21 de febrero de 2000 en un episodio de Late Show with David Letterman, el primero desde su cirugía, para interpretar «Everlong». Grohl declaró que estaba «impresionado» después de enterarse de que Letterman era fanático de su música. La banda llegó incluso a cancelar una parada de una gira en Sudamérica para poder actuar, y explicó que «simplemente sentimos que teníamos que estar allí. No solo fue un honor que se lo pidiéramos, sino que se sintió como algo que teníamos que hacer, porque él siempre había significado mucho para nosotros. Y eso comenzó esta conexión que hemos tenido durante años. Es jodidamente genial, ¿saben?» El 20 de mayo de 2015, la banda volvió a interpretar «Everlong», la noche del episodio final de Letterman. La actuación de seis minutos de duración se configuró en un montaje de imágenes que abarcan la carrera de Letterman.

## Lista de canciones
CD1:
1. «Everlong»
2. «Drive Me Wild»
3. «See You» (en vivo en el Apollo de Mánchester, 25 de mayo de 1997)"

CD2:
1. «Everlong»
2. «Requiem» (versión de Killing Joke)
3. «I'll Stick Around» (en vivo en el Apollo de Mánchester, 25 de mayo de 1997)"

## Posicionamiento en listas
| Listas (1997)                                   | Mejor posición |
| ----------------------------------------------- | -------------- |
| Australia (ARIA)                                | 45             |
| Australia Alternative Singles (ARIA)            | 13             |
| Canadá Rock/Alternative (RPM)                   | 3              |
| Escocia (Scottish Singles Sales Chart)          | 13             |
| Estados Unidos (Radio Songs)                    | 42             |
| Estados Unidos (Alternative Airplay)            | 3              |
| Estados Unidos (Mainstream Rock)                | 4              |
| Europa (European Hot 100 Singles Music & Media) | 36             |
| Nueva Zelanda (Recorded Music NZ)               | 34             |
| Reino Unido (UK Singles Chart)                  | 18             |
| Reino Unido Rock & Metal (OCC)                  | 2              |

| Listas (2015)                                 | Mejor posición |
| --------------------------------------------- | -------------- |
| Estados Unidos Rock Digital Songs (Billboard) | 17             |
| Irlanda (IRMA)                                | 79             |

| Listas (2021)                                           | Mejor posición |
| ------------------------------------------------------- | -------------- |
| Estados Unidos Hot Rock & Alternative Songs (Billboard) | 70             |

| Listas (2022)                                           | Mejor posición |
| ------------------------------------------------------- | -------------- |
| Australia (ARIA)                                        | 28             |
| Global 200 (Billboard)                                  | 123            |
| Estados Unidos Hot Rock & Alternative Songs (Billboard) | 11             |
| Irlanda (IRMA)                                          | 70             |
| Nueva Zelanda (Recorded Music NZ)                       | 31             |
| Portugal (AFP)                                          | 163            |